# Areni-1

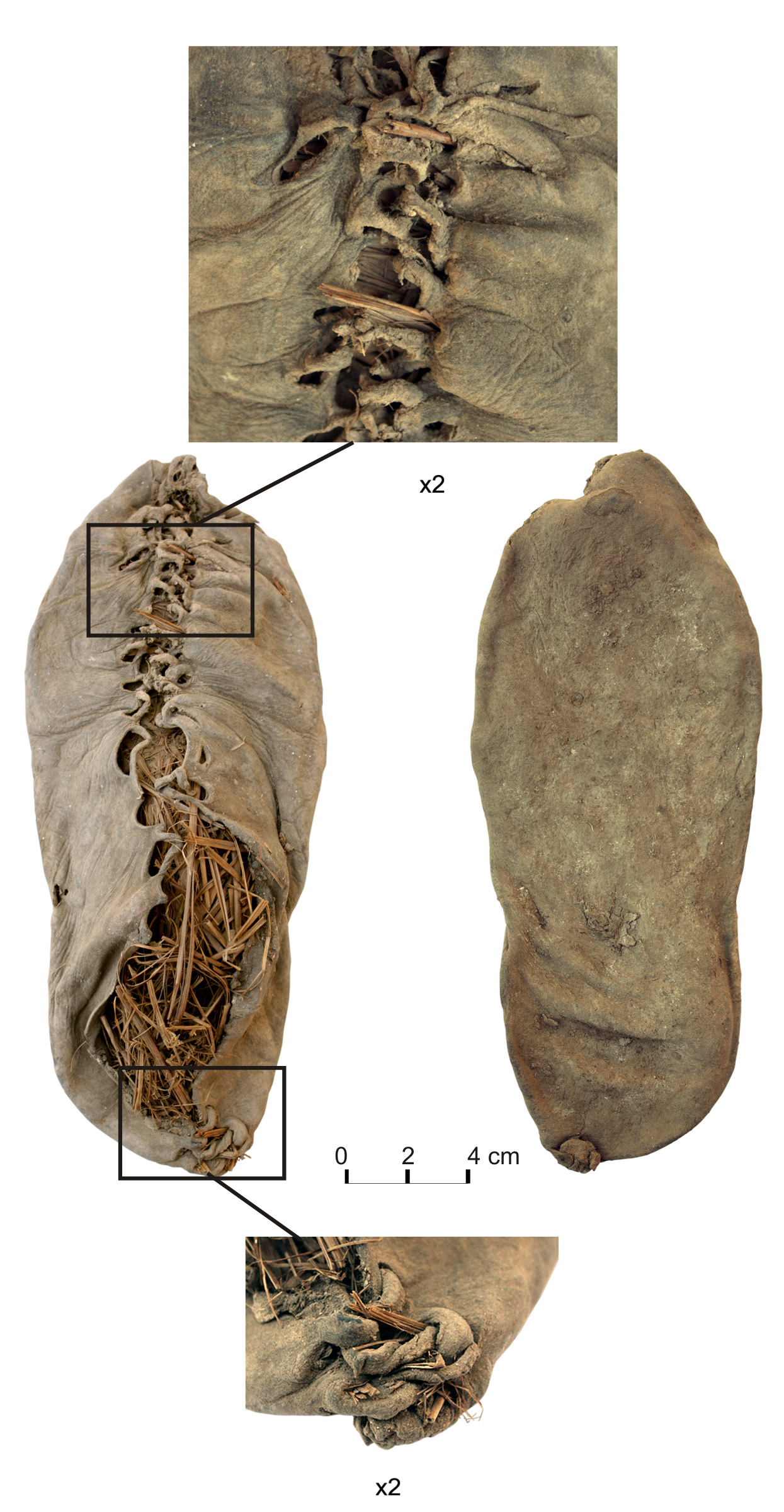
Sabata de 5.500 anys d'antiguitat d'Areni-1

Areni-1 és una cova situada al costat del poble d'Areni, a Armènia, a la vall del riu Arpa, a la província de Vaiots Dzor. Dins la cova s'han trobat una sabata de cuir de fa 5.500 anys i una premsa de vi de la mateixa època. Pertanyen a la cultura de Kura Araxes (CA), del principi de l'edat del bronze al sud del Caucas.
Des de l'any 2008, s'han identificat al jaciment objectes prehistòrics, tot i que el més destacable és el calçat, uns centenars d'anys més antic que el de l'humà d'Ötzi, però no tant com unes sandàlies trobades a Oregon de 10.000 anys d'antiguitat.
El descobriment l'ha fet possible un equip internacional dirigit per Boris Gasparyan, de l'Institut d'Arqueologia i Etnologia de l'Acadèmia Nacional de Ciències de la República d'Armènia.
S'hi ha trobat també un celler amb una antiguitat de 6.100 anys, amb una premsa, botes de fermentació i una bota d'argila envoltada de llavors de raïm i restes de raïm premsat, així com bols de ceràmica.

El 2011 s'hi va descobrir part d'una faldilla de palla en bon estat del 3900 abans de la nostra era.

Areni-1
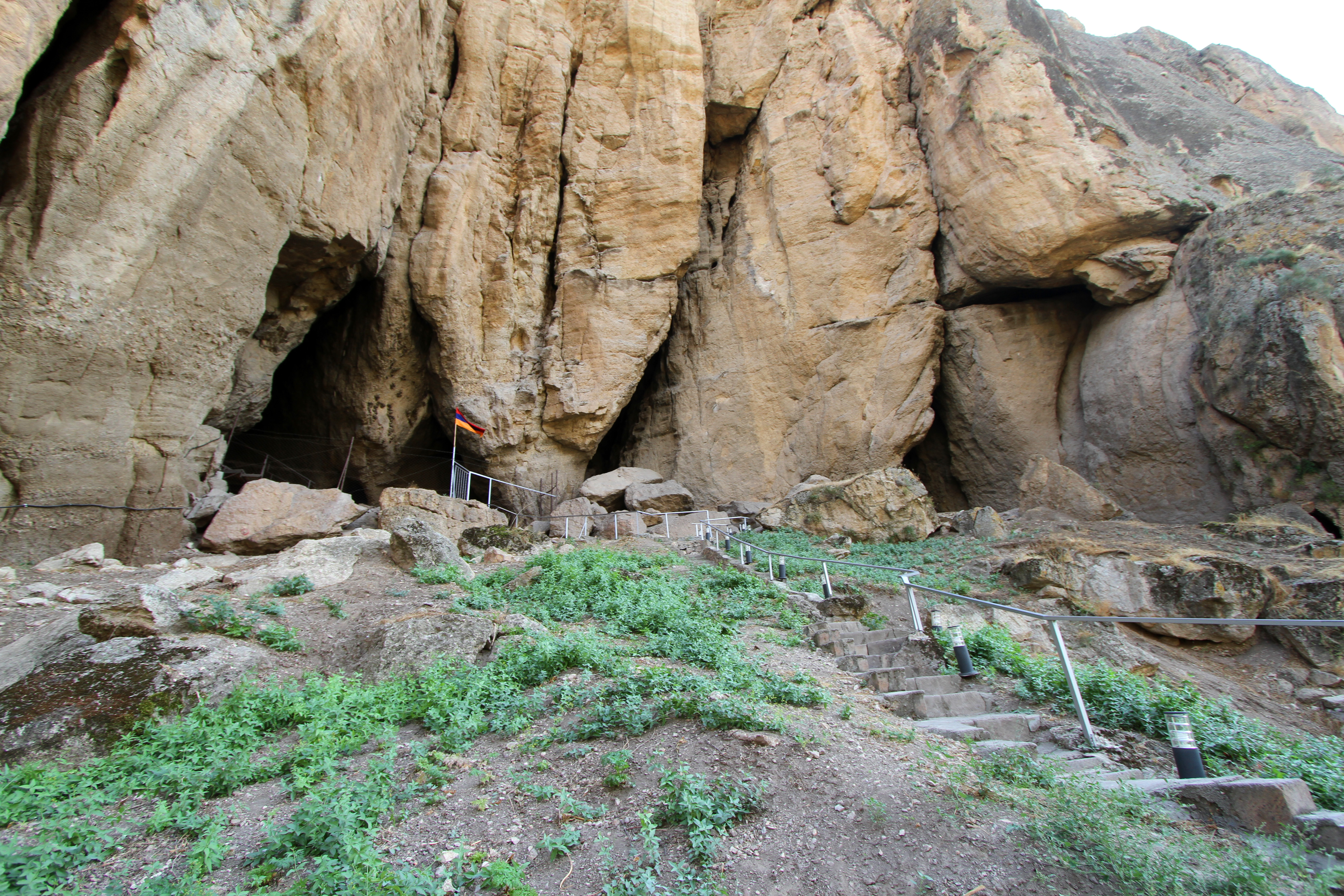
Entrada
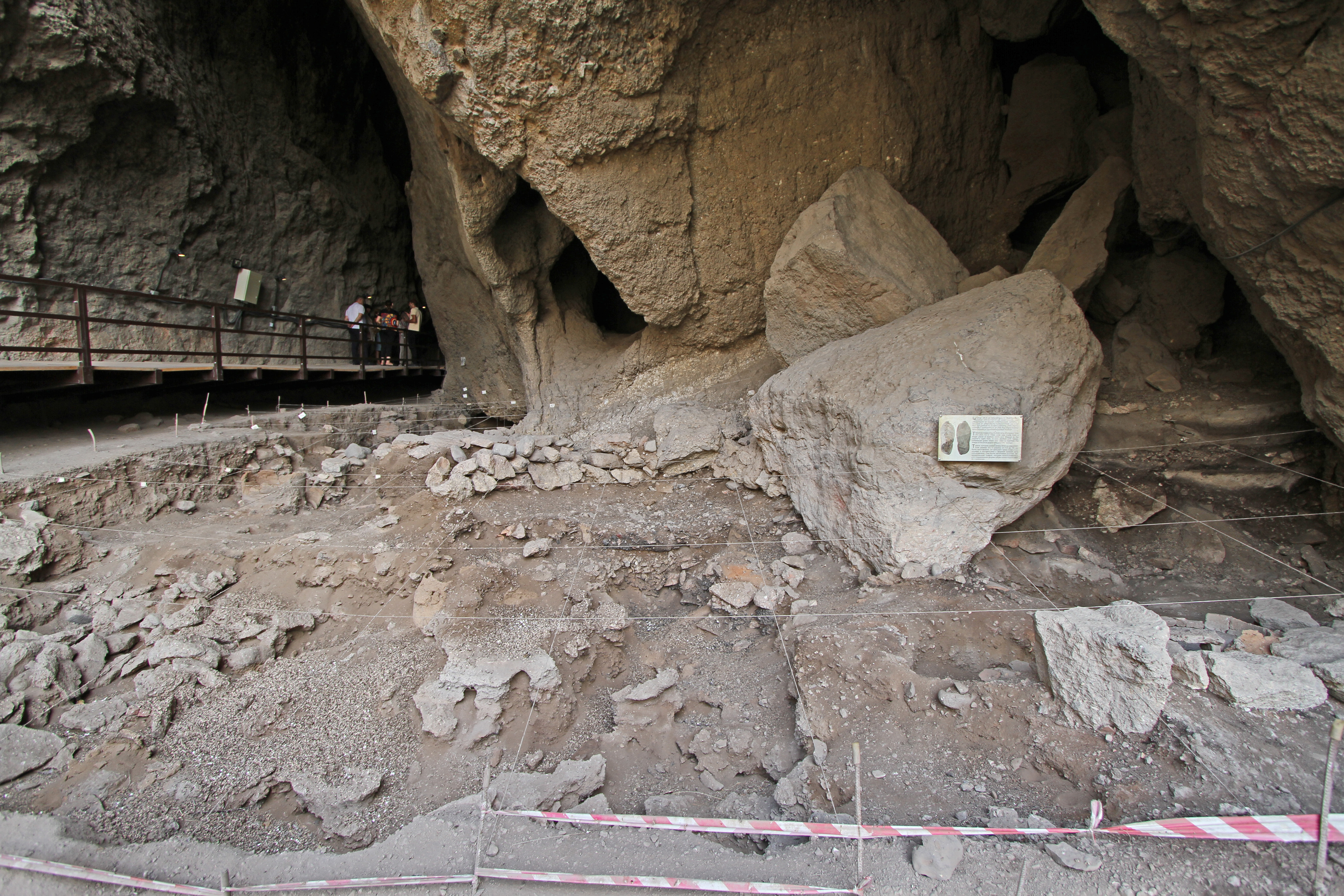
Excavacions
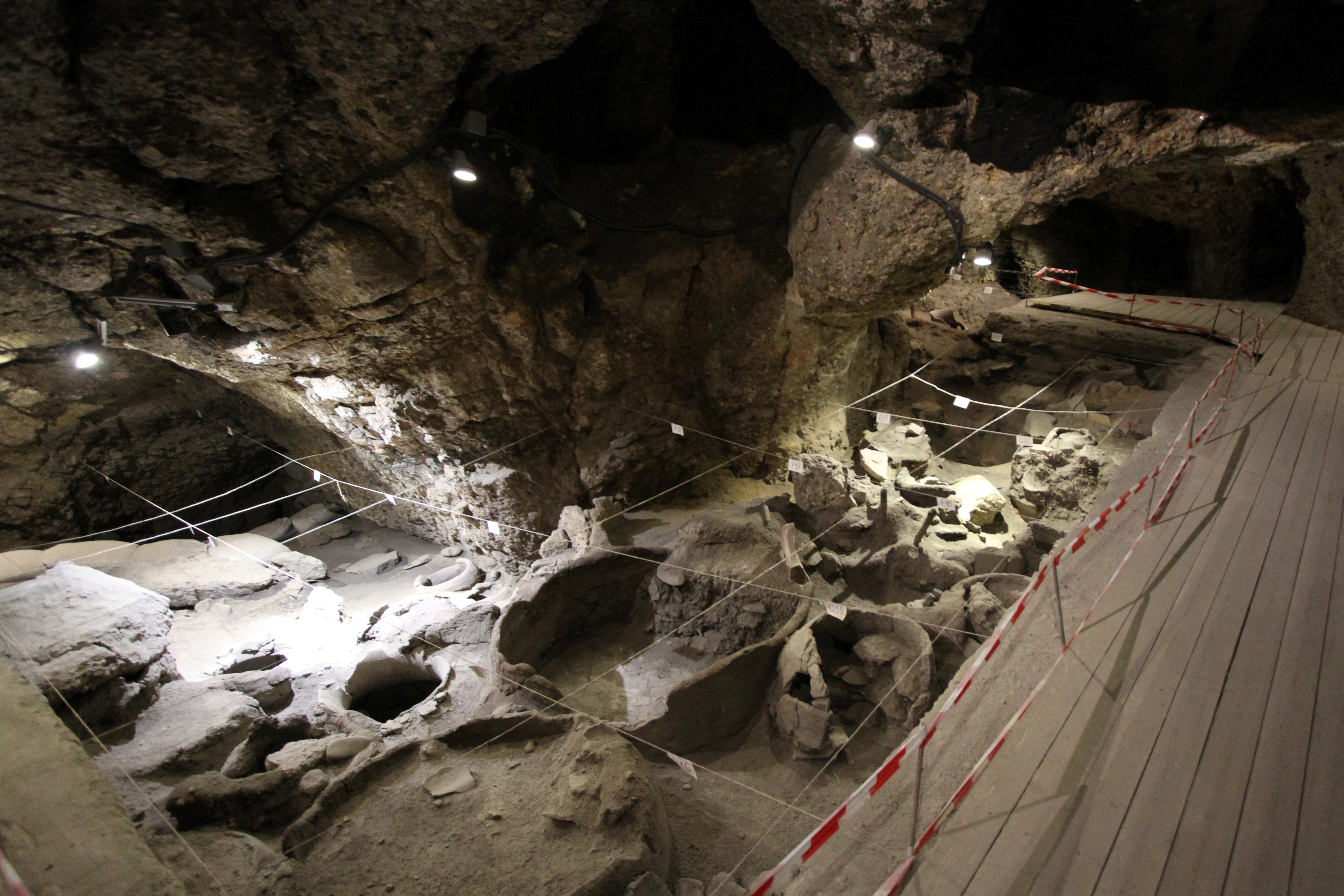
Celler